# MS&Consulting
株式会社MS&Consulting（エムエス・アンド・コンサルティング、英文社名：MS&Consulting Co., Ltd.）は、東京都中央区日本橋小伝馬町に本社を置く、ミステリーショッピングリサーチ（MS）を手掛ける日本の企業。

## 概要
MS&Consultingは、2008年に並木昭憲により、日本エル・シー・エーからの会社分割で設立された会社である。リサーチ業務やコンサルティング業務を行い、ミステリーショッピングリサーチ（MS）などを手掛ける。会社分割とともに事業会社に売却され、のちに投資ファンドに売却されたところ、2013年に東京海上キャピタルの資本参加を得て、2017年に東京証券取引所マザーズに上場した。2019年には東京証券取引所市場第一部への上場変更を果たした。

## 沿革
- 2008年 株式会社日本エル・シー・エーからの会社分割で株式会社MS&Consultingを設立し、株式会社ホッコクの子会社となる[8]。
- 2009年 北の丸パートナーズ株式会社が株式会社MS&Consultingを子会社化した上で吸収合併し、商号を株式会社MS&Consultingに変更[8]。
- 2013年 TMCBUYOUT3株式会社が株式会社MS&Consultingを子会社化した上で吸収合併し、商号を株式会社MS&Consultingに変更[8]。
- 2014年 タイ王国にMS&CONSULTING（THAILAND）CO., LTDを設立。台湾に台灣密思服務顧問有限公司を設立[8]。
- 2017年 東京証券取引所マザーズに上場[8]。株式会社ぐるなびと業務提携個別契約を締結[9]。
- 2019年 東京証券取引所市場第一部へ市場変更[8]。